# اس‌اس سزار
اس‌اس سزار (به انگلیسی: SS Czar) یک کشتی بود که طول آن ۴۲۵ فوت (۱۳۰ متر) بود. این کشتی در سال ۱۹۱۲ ساخته شد.